# Шапочка для плавания

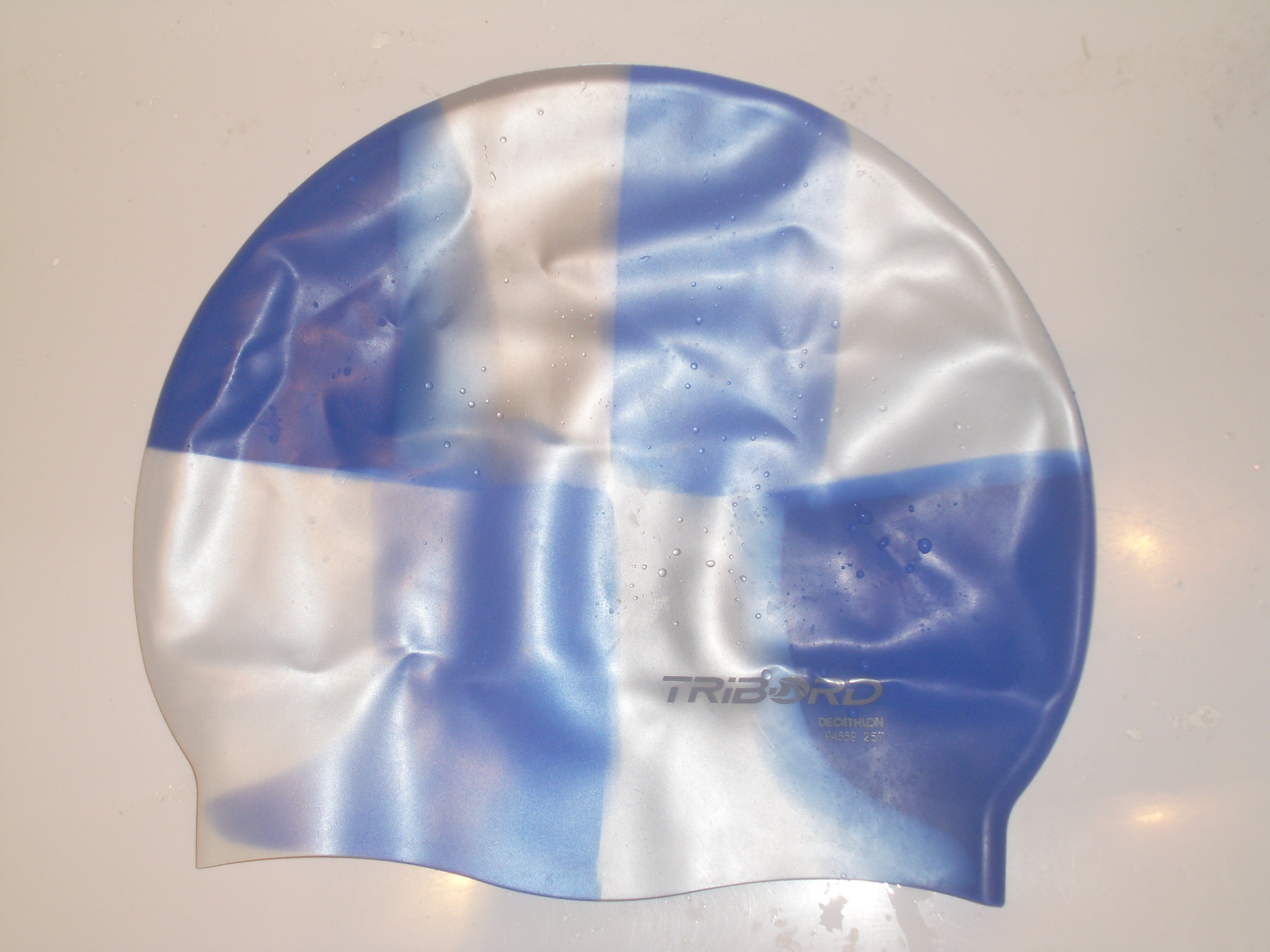
Шапочка для плавания

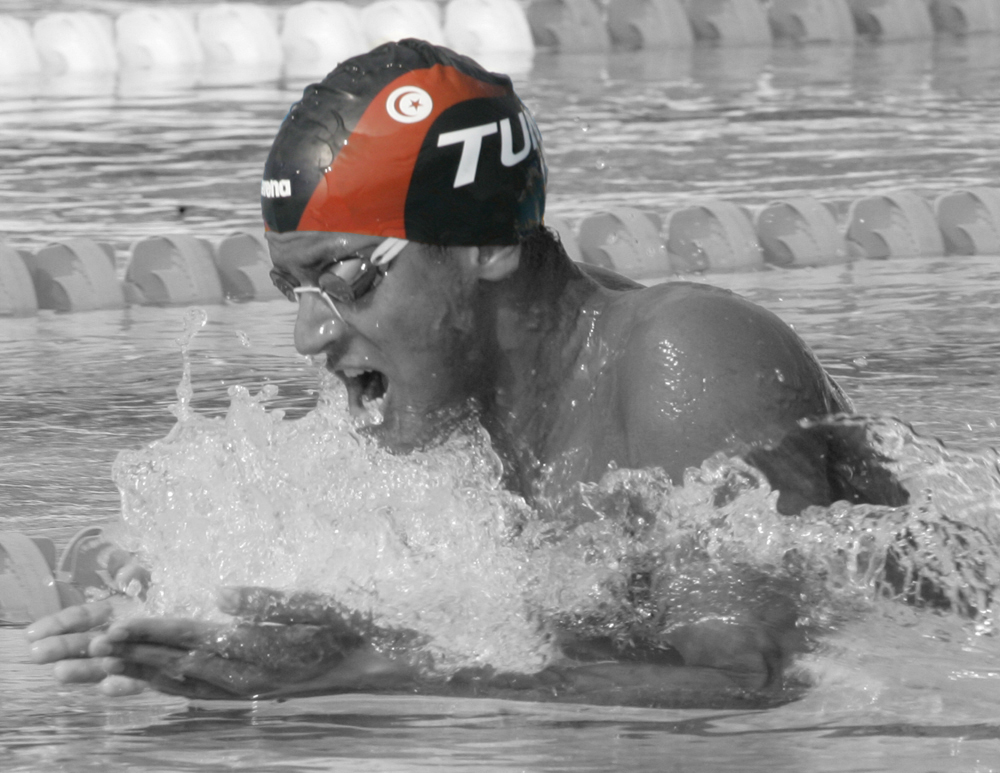
Шапочка для плавания на голове у спортсмена

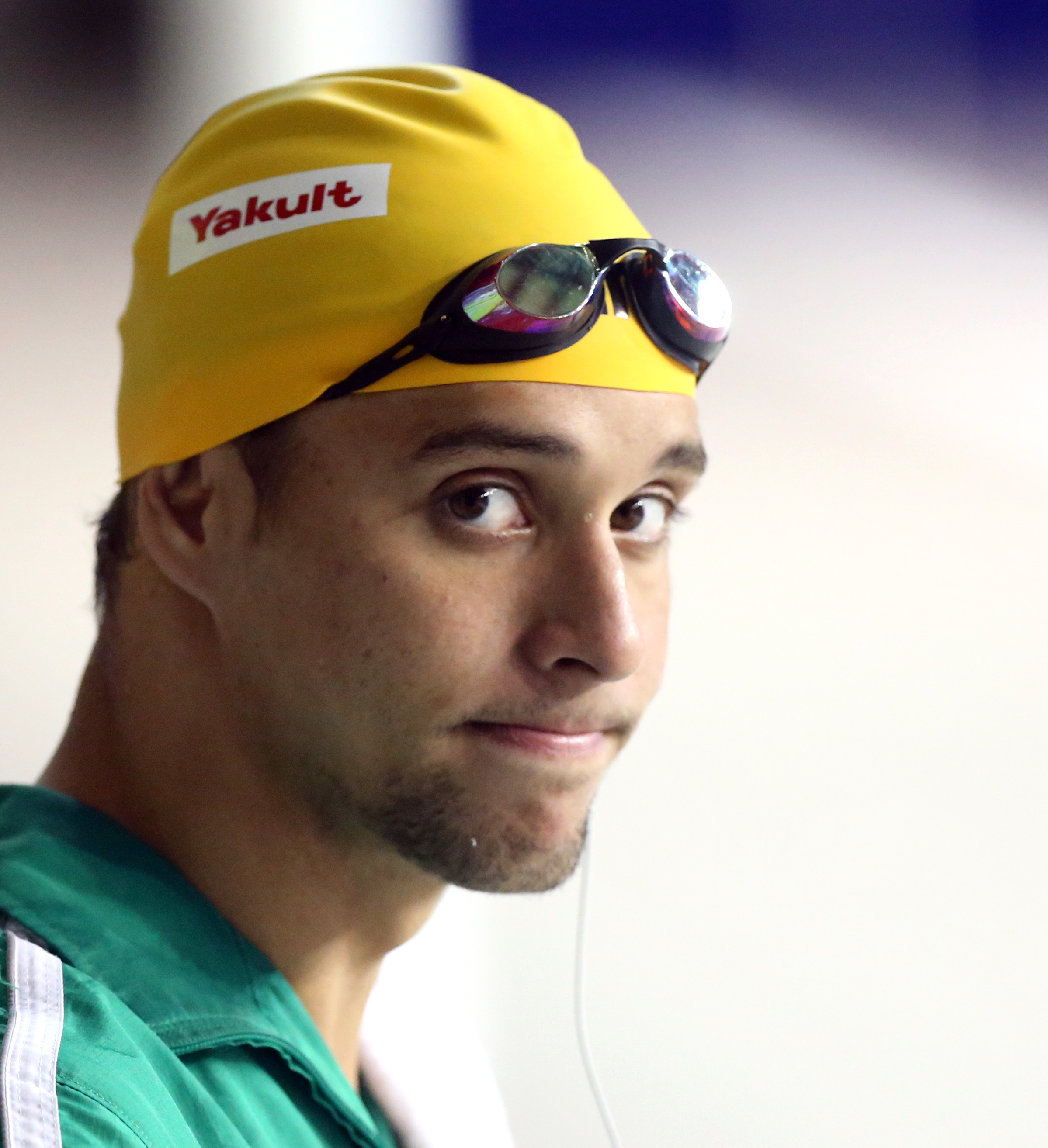
Чад Ле Кло в шапочке для плавания

Шапочка для плавания — плавательный аксессуар, представляющий собой головной убор для плавания в воде. Используется для исключения попадания волос в воду бассейна и засорения фильтров, а также для защиты волос от хлорированной воды.

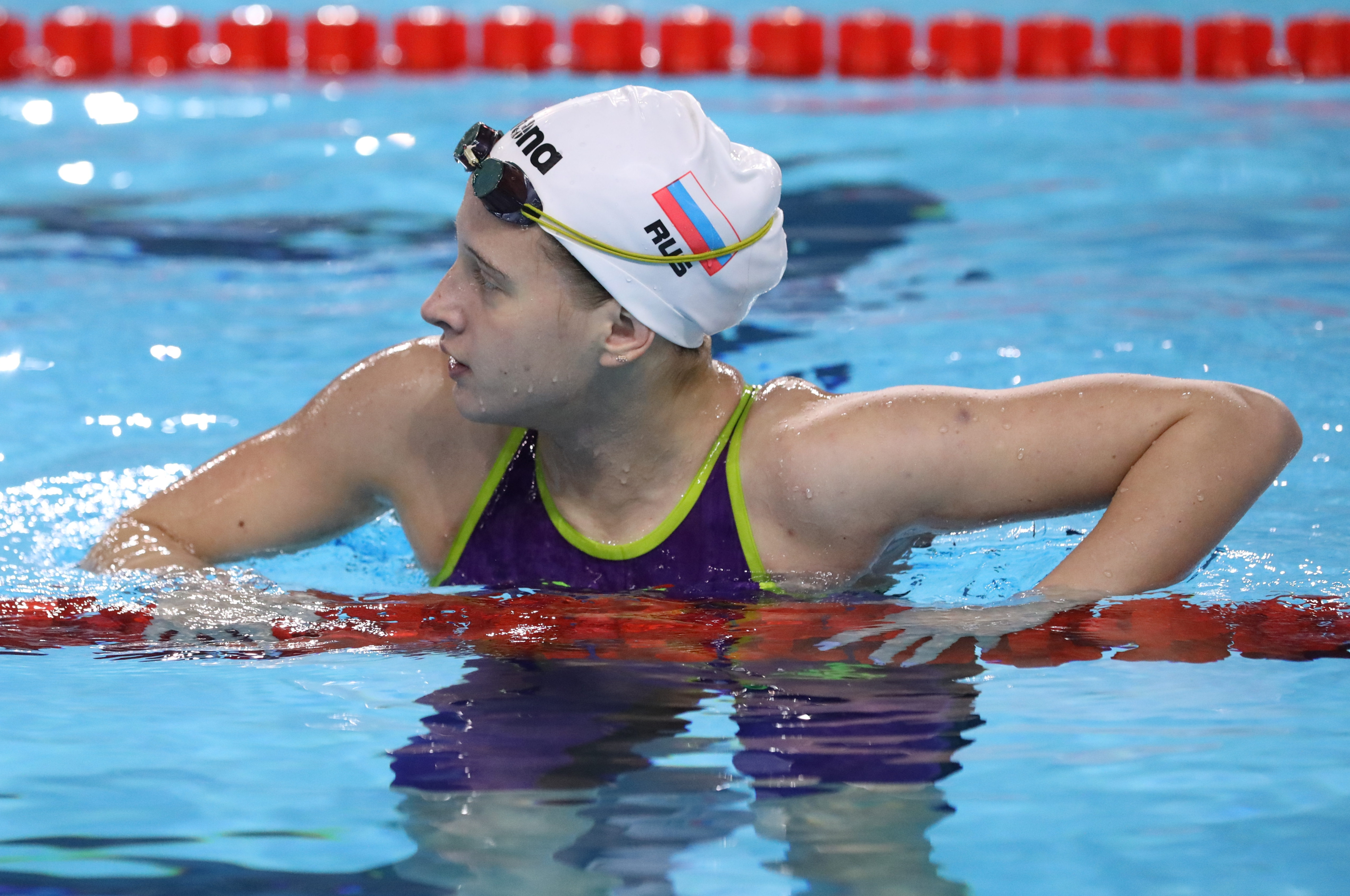
Полина Егорова в шапочке для плавания

## Виды шапочек для плавания
В зависимости от материала, из которого они изготовлены, все шапочки для плавания можно разделить на четыре вида: 

1) Резиновые (латексные). Самые первые шапочки были именно резиновые. Обладают существенными недостатками: легко рвутся, часто такие шапочки бывает трудно надеть или снять. У некоторых людей может возникнуть аллергическая реакция на материал.

2) Силиконовые. Главные преимущества — комфорт ношения (эластичный, мягкий материал), долговечность (отлично растягиваются, трудно порвать). Силикон, как правило, не вызывает аллергии. Самый популярный вид шапочек для плавания на сегодняшний день. Изготавливаются во множестве вариаций.

3) Тканевые. Чаще всего выпускаются из лайкры (а также других материалов). Преимущество — идеальный комфорт ношения. Недостатки — ткань пропускает воду: невозможна защита волос от хлорированной воды и поверхности головы от охлаждения. 

4) Комбинированные. Снаружи — силиконовое покрытие, изнутри — тканевое.